# الرابطة الدولية لمتاحف المرأة

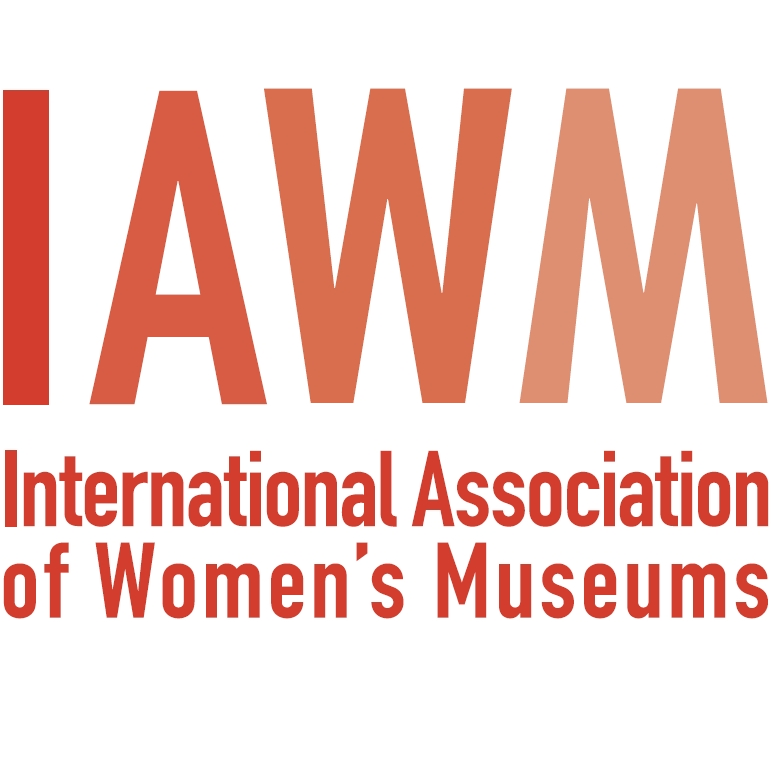
الرابطة الدولية لمتاحف المرأة

الرابطة الدولية لمتاحف المرأة وهي منظمة يقع مكتبها الرئيسي في بون، ألمانيا، ومكتبها الإداري في ميرانو (Merano)، إيطاليا. وقد تأسست كشبكة في عام 2008 في ميرانو وتحوَّلت إلى رابطة في أليس سبرينغز، أستراليا في عام 2012. وتهدف الرابطة الدولية لمتاحف المرأة إلى الربط بين متاحف المرأة في جميع أنحاء العالم والدفاع عن مصالحها.
ويدير شؤون الرابطة مجلس إدارة مكوَّن من ست عضوات من مختلف القارات. وترأس المجلس حاليًا مونا أولم (Mona Holm) من النرويج، في حين تشغل أستريد شونفيغر (Astrid Schönweger) من إيطاليا منصب منسقة الشبكة.

## الأهداف
تهدف الرابطة الدولية لمتاحف المرأة إلى النهوض بالثقافة والفنون والتعليم والتدريب من منظور النوع الاجتماعي. وبالإضافة إلى ذلك، تسعى الرابطة إلى تعزيز التبادل وإقامة الشبكات والدعم المتبادل والتعاون العالمي بين متاحف المرأة. ومن أهداف الرابطة أيضًا إجراء البحوث وتطوير المشروعات والمعارض والمبادرات الجديدة والأنشطة المجتمعية والحلقات الدراسية والمؤتمرات. كما تعمل الرابطة من أجل تشجيع وتعزيز القبول الذي تتمتع به متاحف المرأة، والنهوض بمستوى التعاون الدولي والدعم المتبادل فيما بين تلك المتاحف، والحصول على الاعتراف الدولي بها في عالم المتاحف. وتسعى الرابطة إلى تشجيع انضمام المتاحف المعنية بالمرأة وبقضايا النوع الاجتماعي في جميع أنحاء العالم، وتنادي بحماية حقوق المرأة وإنشاء مجتمعات ديمقراطية على صعيد النوع الاجتماعي.
وتعمل الرابطة بمثابة شبكة ربط وجهة اتصال رئيسية بين المتاحف والمبادرات المعنية بالمرأة. وترصد الرابطة المتاحف والمبادرات المعنية بالمرأة في جميع أنحاء العالم.

## أنشطة الرابطة الدولية لمتاحف المرأة
الرصد توفر الرابطة الدولية قاعدة بيانات لمتاحف المرأة في جميع أنحاء العالم وتعمل على تشجيع ونشر الأنشطة والمعارض التي تنظمها متاحف المرأة. إقامة الشبكات تعقد الرابطة الدولية بانتظام مؤتمرات دولية، وتتواصل مع الشبكات الأخرى من أجل العمل المشترك. التعاون تجمع الرابطة بين متاحف المرأة بهدف التعاون وتنفيذ مشروعات مشتركة، مثل مشروع (She Culture) التابع للاتحاد الأوروبي. وتشجع الرابطة تبادل المعلومات والتعاون مع الشبكات الأخرى المعنية بالمرأة أو بقضايا النوع الاجتماعي وبالمتاحف.

## تاريخ متاحف المرأة
اليوم، توجد متاحف للمرأة في جميع قارات العالم. وقد نشأت تلك المتاحف في معظمها بمعزلٍ عن بعضها البعض. حيث يعود تاريخ إنشاء متاحف المرأة في الولايات المتحدة وأوروبا إلى فترة الموجة النسوية الثانية وفهمها الجديد للتاريخ بصفته تاريخًا للنوع الاجتماعي. وعلى ذات المنوال، تعود جذور المتاحف المشابهة في القارات الأخرى إلى الحركة النسائية الحديثة. وتسعى متاحف المرأة إلى إتاحة الفرصة لجمهور المهتمين بالاطلاع على التاريخ النسوي أو الثقافة أو الفنون النسوية.
لمتاحف المرأة أهمية كبيرة في تعليم النساء وتمكينهنَّ وتزويدهنَّ بالثقة في النفس. وتقدم هذه المتاحف التدريب والتوعية، وتتيح فرصًا للعمل المستقل، وأدوات للتغلب على التمييز.

## تاريخ الرابطة الدولية لمتاحف المرأة
خرجت الرابطة الدولية لمتاحف المرأة من رحم شبكة متاحف المرأة التي تأسَّست في ميرانو، إيطاليا في عام 2008. وقد نظَّم متحف المرأة في ميرانو (بالإنجليزية: Women's Museum Meran)‏ و في السنغال (بالإنجليزية: Henriette-Bathily Women's Museum)‏ المؤتمر الأول، بحضور وفود من 25 متحفًا للمرأة من القارات الخمس للاجتماع. ودُعيت ’شيرين عبادي‘، الإيرانية الفائزة بجائزة نوبل للسلام في عام 2003 إلى شغل منصب الأم الروحية للمؤتمر، لتصبح لاحقًا الأم الروحية الدائمة للشبكة. وقالت ’شيرين‘: «إنَّ النساء هنَّ من يكتبن تاريخ العالم! ويجب أن يكون هناك متحف للمرأة في كل بلد في العالم!». وقد اتَّخذت الشبكة من هذه المقولة شعاراً لها.
وأخيرًا، تأسست الرابطة في المؤتمر الرابع لشبكة متاحف المرأة في أليس سبرينغز في أستراليا في عام 2012.
ومنذ ذلك الحين، تُعقد المؤتمرات الدولية كل أربعة أعوام، كما تُنظَّم المؤتمرات القارية في الفترات الفاصلة متى دعت الحاجة إلى ذلك.

## مؤتمرات شبكة متاحف المرأة والرابطة الدولية لمتاحف المرأة
- حزيران/يونيو 2008، المؤتمر الدولي الأول لشبكة متاحف المرأة في ميرانو، إيطاليا
- تموز/يوليو 2009، المؤتمر الدولي الثاني لشبكة متاحف المرأة في بون، ألمانيا
- أيار/مايو 2010، المؤتمر الدولي الثالث لشبكة متاحف المرأة في بوينوس آيرس، الأرجنتين
- تشرين الأول/أكتوبر 2011: المؤتمر الأوروبي الأول في برلين، ألمانيا
- أيار/مايو 2012: المؤتمر الدولي الرابع في أليس سبرينغز، أستراليا
- تشرين الأول/أكتوبر 2013: المؤتمر الأوروبي الثاني في برلين، ألمانيا
- تشرين الثاني/نوفمبر 2014: المؤتمر الأوروبي الثالث في بون، ألمانيا
- تشرين الثاني/نوفمبر 2016: المؤتمر الدولي الخامس في مكسيكو سيتي، المكسيك

### المؤتمرات المخطَّط لها
- 2018: المؤتمر الأوروبي الرابع والمؤتمر الأوروبي-الآسيوي الأول، إسطنبول، تركيا
- 2020: المؤتمر الدولي السادس في هيتيساو، النمسا

## مواقع خارجية
- الموقع الإلكتروني الخاص بالرابطة الدولية لمتاحف المرأة
- الموقع الإلكتروني الخاص بمشروع (She Culture) التابع للاتحاد الأوروبي.